# گل آبی (تن‌تن)
گل آبی (به فرانسوی: Le Lotus bleu) پنجمین کتاب از مجموعهٔ کتابهای مصور ماجراهای تن‌تن و میلو است. این کتاب نخستین بار در سال ۱۹۳۶ میلادی توسط هرژه نوشته، طراحی و به چاپ رسید. این کتاب نخستین بار توسط انتشارات ونوس در ایران منتشر شد.

## آیا می‌دانستید
- نام اصلی کتاب در زبان فرانسوی (Le Lotus bleu) و در انگلیسی (The Blue Lotus) است که به معنی نیلوفر آبی است اما در ترجمه فارسی از نام گل آبی استفاده شده است.
- در ابتدا، اولین سری از کتابهای تن‌تن به خاطر مضامین نژاد پرستانه و امپریالیستی مورد انتقاد بسیاری قرار گرفت و سرانجام هرژه این انتقادات را پذیرفت و از دهه ۱۹۳۰ به بعد کتابهای تن‌تن لحن متفاوتی پیدا کرد و حامل پیام‌های بشردوستانه شد. اولین کتابی که چهره‌ای جدی و سیاسی از تن‌تن ارائه داد کتاب گل آبی بود که در سال ۱۹۳۶ به چاپ رسید. در این کتاب که برخی از آن به عنوان یکی از بهترین کارهای هرژه نام می‌برند، وی مطالعات تاریخی وسیعی در مورد تاریخ جنگ چین و ژاپن انجام داد و از کمکهای دوست خود ژانگ جونگرن که یک دانشجوی چینی در بلژیک بود استفاده زیادی کرد. وی برای قدردانی از کمکهای دوستش از وی شخصیت چونگ چن چنگ را در کتاب گل آبی آفرید.